# Llista de les banderes d'Austràlia
Aquesta llista conté les diferents banderes que s'utilitzen o han utilitzat a Austràlia.

## Bandera nacional
| Bandera   | Data          | Ús                                                  | Descripció |
| --------- | ------------- | --------------------------------------------------- | --- |
| Austràlia | 1908–avui dia | Bandera nacional, bandera de proa i ensenya estatal | Pavelló blau carregat amb l'estel de la Commonwealth de set puntes al quarter inferior del pal i la constel·lació de la Creu del Sud formada per cinc estels a la meitat dreta del vol. Les estrelles són blanques i tenen set puntes les quatre principals, mentre que la cinquena, és més petita i només té cinc puntes. |

## Altres banderes reconegudes
Banderes reconegudes segons la llei de banderes de 1953
| Bandera                      | Data          | Ús                                         | Descripció |
| ---------------------------- | ------------- | ------------------------------------------ | --- |
| Bandera aborigen australiana | 1971–avui dia | Bandera aborigen australiana               | La bandera es divideix de manera horitzontal i equitativa en una regió negra (a dalt) i una regió vermella (a sota); un disc groc se sobreposa al centre de la bandera. |
|                              | 1992–avui dia | Bandera dels Illencs de l'estret de Torres | Una estrella de cinc puntes i un tocat tradicional de color blanc, sobre fons blau, verd i negre.                                                                       |

## Banderes personals

### Sobirà
| Bandera                   | Data          | Ús                                                                     | Descripció |
| ------------------------- | ------------- | ---------------------------------------------------------------------- | --- |
| Estandard reial australià | 2024-avui dia | Estendard personal del rei Carles III com a sobirana d'Austràlia.      | Consisteix en un estandard extret de l'escut d'Austràlia, consistent en sis seccions on es representa l'emblema heràldic de cadascun dels estats australians. L'estendard està envoltat d'una bordura blanca amb 24 erminis en representació de la federació. La corona de les seccions 2 i 3 passa a ser una corona Tudor. |
| Estandard reial australià | 1962–2022     | Estendard personal de la reina Elisabet II com a sobirana d'Austràlia. | Consisteix en un estandard extret de l'escut d'Austràlia, consistent en sis seccions on es representa l'emblema heràldic de cadascun dels estats australians. Al centre es sobreposa l'estel de la Commonwealth daurada de 7 puntes amb un disc blau al centre amb la lletra E (d'Elisabeth) coronada i envoltat d’una garlanda de roses daurades, extreta de la bandera personal de la reina. L'estendard està envoltat d'una bordura blanca amb 24 erminis en representació de la federació. La corona de les seccions 2 i 3 és la corona de sant Eduard. |

### Governador General
| Bandera                                    | Data          | Ús                                          | Descripció |
| ------------------------------------------ | ------------- | ------------------------------------------- | --- |
| Bandera del Governador-General d'Austràlia | 1953–avui dia | Bandera del Governador-General d'Austràlia. | Un lleó coronat dempeus sobre una corona en un camp blau marí. La corona utilitzada és la corona de Sant Eduard. |

### Governadors estatals
| Bandera                                        | Data          | Ús                                              | Descripció                                                                                             |
| ---------------------------------------------- | ------------- | ----------------------------------------------- | --- |
| Bandera del Governador de Nova Gal·les del Sud | 1981–avui dia | Bandera del Governador de Nova Gal·les del Sud. | Bandera de l'estat amb l'emblema coronat amb la corona de sant Eduard.                                 |
| Bandera del Governador de Queensland           | 1953–avui dia | Bandera del Governador de Queensland.           | Union Jack (bandera del Regne Unit) amb la insígnia de l'estat al centre.                              |
| Bandera del Governador d'Austràlia Meridional  | 1975–present  | Bandera del Governador d'Austràlia Meridional.  | Bandera de l'estat amb l'emblema coronat amb la corona de sant Eduard.                                 |
| Bandera del Governador de Tasmània             | 1977–avui dia | Bandera del Governador de Tasmània.             | Bandera de l'estat amb l'emblema coronat amb la corona de sant Eduard.                                 |
| Bandera del Governador de Victòria             | 1984–avui dia | Bandera del Governador de Victòria.             | Bandera de l'estat amb fons groc i la creu del Sud en vermell i coronada amb la corona de sant Eduard. |
| Bandera del Governador d'Austràlia Occidental  | 1988–avui dia | Bandera del Governador d'Austràlia Occidental.  | Bandera de l'estat amb l'emblema coronat amb la corona de sant Eduard.                                 |

## Estats i territoris

### Estats
| Bandera              | Data          | Ús                              | Descripció |
| -------------------- | ------------- | ------------------------------- | --- |
| Austràlia Meridional | 1904–avui dia | Bandera d'Austràlia Meridional  | Pavelló blau britànic carregat al vol amb un disc daurat dins el qual hi ha amb un garsa australiana, ocell oficial de l'estat, amb les ales desplegades. |
| Austràlia Occidental | 1953–avui dia | Bandera d'Austràlia Occidental  | Pavelló blau britànic carregat al vol amb un disc daurat dins el qual hi ha un cigne negre passant.                                                       |
| Nova Gal·les del Sud | 1876–avui dia | Bandera de Nova Gal·les del Sud | Pavelló blau britànic carregat al vol amb un dins blanc, dins del qual hi ha una Creu de Sant Jordi amb quatre estrelles i un lleopard passant d'or.      |
| Queensland           | 1876–avui dia | Bandera de Queensland           | Pavelló blau britànic carregat al vol amb un disc blanc on hi ha una creu de Malta de color blau cel i una corona imperial al centre.                     |
| Tasmània             | 1875–avui dia | Bandera de Tasmània             | Pavelló blau britànic carregat al vol amb un cercle blanc amb un lleó passant vermell dins.                                                               |
| Victòria             | 1877–avui dia | Bandera de Victòria             | Pavelló blau britànic carregat al vol amb les cinc estrelles de la Creu del Sud coronada per una corona imperial.                                         |

### Territoris
| Bandera                             | Data          | Ús                                              | Descripció |
| ----------------------------------- | ------------- | ----------------------------------------------- | --- |
| Territori de la Capital Australiana | 1993–avui dia | Bandera del Territori de la Capital Australiana | Una franja vertical de color blau al costat del pal amb els cinc estels de la Creu del Sud i la resta del camp d'or amb l'escut d'armes de la ciutat de Canberra.                                          |
| Territori del Nord                  | 1978–avui dia | Bandera del Territori del Nord                  | Una franja vertical de color negre al costat del pal amb els cinc estels de la Creu del Sud i la resta del camp d'ocre amb una representación estilizada de la Sturt's Desert Rose (Gossypium sturtianum). |

### Territoris externs
| Bandera                        | Data          | Ús                                     | Descripció |
| ------------------------------ | ------------- | -------------------------------------- | --- |
| Bandera de l'Illa Christmas    | 2002–avui dia | Illa Christmas                         | Un fons verd i blau, dividit en diagonal des de l'extrem superior esquerre a l'extrem inferior dret. A la part blava hi ha els cinc estels de la Creu del Sud, a la verda hi ha l'ocell cua de jonc becgroc (Phaethon lepturus fulvus) en daurat, i al centre de la bandera un disc daurat amb la silueta de l'illa en verd.                     |
| Bandera de les Illes Cocos     | 2004–avui dia | Illes Cocos                            | Un camp verd, amb una palmera en un disc d’or al cantó, una lluna creixent d’or al centre de la bandera i una Creu del Sud d’or al vol. |
| Bandera de l'Illa Norfolk      | 1980–avui dia | Illa Norfolk                           | Un camp verd amb un quadrat blanc centrat que conté un pi de l’illa Norfolk en verd. |
| Bandera de l'Illa de Lord Howe | 1980–avui dia | Illa de Lord Howe (bandera no oficial) | Disseny simplificat de la Union Jack amb el camp blau marí i la creu blanca, al centre s'hi afegeix un disc groc amb una palmera (Howea forsteriana) i una representació de la topografia de l'illa. Fou dissenyada pel vexil·lòleg John Vaughan. L'illa està administrada pel Lord Howe Island Board en nom del govern de Nova Gal·les del Sud. |

## Banderes civils
| Bandera                                | Data          | Ús                                     | Descripció |
| -------------------------------------- | ------------- | -------------------------------------- | --- |
| Pavelló vermell australià              | 1909–avui dia | Pavelló vermell australià              | Pavelló vermell britànic amb l'estel de la Commonwealth al quarter inferior del pal i la constel·lació de la Creu del Sud a la meitat dreta del vol.                                  |
| Pavelló de l'aviació civil australiana | 1948–avui dia | Pavelló de l'aviació civil australiana | Pavelló de l'aire britànic amb l’afegit de l'estel de la Commonwealth al quarter inferior del pal i la constel·lació de la Creu del Sud a la meitat dreta del vol posada en diagonal. |

## Força de Defensa Australiana
| Bandera | Data          | Ús                                         | Descripció |
| ------- | ------------- | ------------------------------------------ | --- |
|         | 2000–avui dia | Bandera de la Força de Defensa Australiana | Bandera tricolor vertical en blau marí (Armada Reial Australiana), vermell- (Exèrcit Australià) i blau cel (Reial Força Aèria Australiana) amb l'emblema Triservice al centre. |

### Armada Reial Australiana
| Bandera                                 | Data          | Ús                          | Descripció |
| --------------------------------------- | ------------- | --------------------------- | --- |
| Pavelló blanc australià                 | 1967–avui dia | Pavelló blanc australià     | Basada en el Pavelló blanc britànic on substitueix la creu de Sant Jordi per l'estel de la Commonwealth al quarter inferior del pal i la constel·lació de la Creu del Sud a la meitat dreta del vol en color blau marí. |
| Bandera del cap de l'Armada australiana | 1920–avui dia | Bandera del cap de l'Armada | Bandera bicolor de vermell sobre blau marí amb una àncora tombada i centrada. |

### Reial Força Aèria Australiana
| Bandera                                             | Data          | Ús                                                  | Descripció |
| --------------------------------------------------- | ------------- | --------------------------------------------------- | --- |
| Pavelló de la Reial Força Aèria Australiana         | 1982–avui dia | Bandera de la Reial Força Aèria Australiana         | Bandera nacional amb el camp blau clar i l'afegit de la rodella a la dreta de la Creu del Sud.                                        |
| Bandera del cap de la Reial Força Aèria Australiana | 1982–avui dia | Bandera del cap de la Reial Força Aèria Australiana | Cinc franges horitzontals de blau marí, blau cel, vermell, blau cel i blau marí, quatre estrelles de sis puntes a la franja vermella. |

## Força de Fronteres Australiana
| Bandera                                      | Data          | Ús                                           | Descripció                                                               |
| -------------------------------------------- | ------------- | -------------------------------------------- | ------------------------------------------------------------------------ |
| Bandera de la Força de Fronteres Australiana | 2000–avui dia | Bandera de la Força de Fronteres Australiana | Bandera nacional amb l'afegit de les paraules "AUSTRALIAN BORDER FORCE". |

## Municipals
| Bandera               | Data          | Ús                     | Descripció |
| --------------------- | ------------- | ---------------------- | --- |
| Adelaida              | 1982–avui dia | Bandera d'Adelaida     | Formada per un fons blau marí dividit en quatre quarts per una creu de Sant Jordi fimbriada en groc i les armes de la ciutat d'Adelaida a cada quart; i envoltada per tres dels seus costats amb una bordura de franges blaves i grogues en diagonal. |
| Brisbane              | 1947–avui dia | Bandera de Brisbane    | Formada per un fons blau marí dividit en sis quarters, tres d'ells amb quatre franges blanques ondulades i un caduceu (símbol del comerç) en or. els altres tres quarters porten un estel de cinc puntes blanc i dos nusos d'Staffordshire en or (representació particular del nus simple). El disseny es basa en l'escut de la ciutat. Els dos colors principals que s'utilitzen són el blau i l’or, el blau representant el mar i el riu Brisbane que travessa la ciutat i l’or representant el sol i el clima càlid de la ciutat. |
|                       | 2009–avui dia | Bandera de Darwin      | Darwin manté dues banderes, una amb l'escut d'armes i l'altra amb el logo. el Consell de la ciutat diu: "Una bandera contindrà l'escut d'armes oficial, amb els seus nou colors i CITY OF DARWIN imprès a sota en blau, sobre un fons groc flanquejat de vermell i verd. L'altra bandera contindrà el logotip de la ciutat (espiadimonis) en colors blau, verd i blanc, sobre un fons blanc. |
| Bandera de Hobart     |               | Bandera de Hobart      | La bandera, tal com es mostra en una foto al Brisbane Times, està dividida horitzontalment en dues franges blanca i blava, sent la superior blanca una mica més estreta que la blava. La franja blanca es carrega amb un lleó lleopardat vermell armat i lampassat en blau, mentre que la franja blava es carrega amb una estrella groga de sis puntes ondulades. El disseny es basa en l'escut de la ciutat. |
| Bandera de Launceston |               | Bandera de Launceston  | El disseny es basa en l'escut d'armes de la ciutat de 1957. Una franja horitzontal dentada de color verd a la part superior carregada amb tres flors de Waratah (endèmiques d'Austràlia), i a la part inferior groga es representa en blau els tres rius de la ciutat (North Esk, South Esk i Tamar) amb dos lingots d'estany en gris. |
| Bandera de Melbourne  |               | Bandera de Melbourne   | La bandera presenta sobre un fons blanc una creu de Sant Jordi fimbriada en blanc i vermell. Al centre, porta una corona simbolitzant els vincles de la ciutat australiana amb la monarquia britànica. A cadascun dels quarts blancs hi ha representat una ovella d'or penjada d’un anella, un bou negre, un vaixell i una balena en representació de les principals activitats en què es basava l'economia de la ciutat de Melbourne a mitjan segle xix.                                                                            |
| Bandera de Perth      | 1949–present  | Bandera de Perth       | Creu de Sant Jordi superposada amb l'escut d'armes de la ciutat al centre. |
| Bandera de Sydney     | 1908–avui dia | Bandera de Sydney      | La bandera està formada per una tribanda horitzontal de colors blanc, groc i blau marí. En el terç superior s'hi representen les armes de Thomas Townshend, vescomte de Sydney, de qui la ciutat pren el nom; la bandera naval anglesa; i les armes de Thomas Hughes, primer Lord Batlle de la ciutat. |
|                       | 1965–avui dia | Bandera de Wagga Wagga | El disseny, quadrat, prové del motiu central de l'escut d'armes. Aquesta mostra sobre un camp verd una franja groga al centre amb una altra de blava i ondulada en repreentació del riu que travessa els camps de blat. Sobre aquesta hi ha vuit tiges daurades de blat formant dues "VV VV" i a la part inferior un cap de boc frontal del mateix color. |

## Religioses
| Bandera                        | Data | Ús                                          | Descripció |
| ------------------------------ | ---- | ------------------------------------------- | --- |
| Església Anglicana d'Austràlia |      | Bandera de l'Església Anglicana d'Austràlia | Una creu de Sant Jordi fimbriada de blanc, sobre un camp blau marí, amb quatre estrelles blanques de vuit puntes a cadascun dels quatre quarts. Al centre hi ha una mitra d’or.                   |
| Ordre d'Orange d'Austràlia     |      | Bandera de l'Orde d'Orange d'Austràlia      | Un camp taronja amb la bandera nacional al cantó superior del pal i un llibre obert coronat per la corona de Sant Eduard al mig del vol.                                                          |
| Ordre d'Orange de Victòria     |      | Bandera de l'Ordre d'Orange de Victòria     | Un camp taronja amb la bandera de sant Jordi al cantó superior del pal i al vol l'emblema de Victòria (cinc estrelles de la Creu del Sud coronada per una corona imperial) sobre un llibre obert. |

## Històriques
| Bandera                               | Data         | Ús                                                                      | Descripció |
| ------------------------------------- | ------------ | ----------------------------------------------------------------------- | --- |
| Austràlia                             | 1903–1908    | Bandera nacional aprovada pel rei Eduard VII                            | Pavelló blau carregat amb l'estel de la Commonwealth de sis puntes al quarert inferior del pal i la constel·lació de la Creu del Sud formada per cinc estels a la meitat dreta del vol. Les estrelles són blanques i tenen set puntes les quatre principals, mentre que la cinquena, és més petita i només té cinc puntes.                         |
| Austràlia                             | 1901-1903    | Bandera guanyadora del Concurs de Disseny de la Bandera Federal de 1901 | Pavelló blau carregat amb l'estel de la Commonwealth de sis puntes al quarert inferior del pal i la constel·lació de la Creu del Sud formada per cinc estels (cada estel té un nombre diferent de puntes: 9, 8, 7, 6 i 5). Onejà per primer cop el 3 de setembre de 1901 a Melbourne. Aquesta data és coneguda com a "Dia de la bandera nacional". |
| Bandera colonial                      | 1823/24–1831 | Bandera colonial australiana                                            | Pavelló blanc britànic amb quatrre estrelles sobre la creu de Sant Jordi. |
| Bandera de la Federació               | 1830s–1920s  | Bandera de la Federació australiana                                     | Pavelló blanc britànic amb la creu de Sant Jordi en blau marí i cinc estrelles blanques. Fou la bandera d'Austràlia de facto entre l'1 de gener i el 3 de setembre de 1901. |
| Bandera de la Federació               | 1849–1853    | Bandera de la Lliga Antitransport d'Australàsia                         | Pavelló blau britànic amb la creu de Sud groga i una vora blanca, sobre la qual s'hi afegia el nom de la branca de la Lliga. |
| Bandera de la terra de Van Diemen     | 1850s–1875   | Bandera de la terra de Van Diemen                                       | Pavelló blanc britànic sobre el que s'hi afegeixen sis franges blaves. |
| Bandera d'Eureka                      | 1854         | Bandera d'Eureka                                                        | Bandera de la rebel·lió d'Eureka de 1854 presentava les cinc estrelles de la constel·lació Crux Australis en blanc sobre una creu blanca i sobre un camp blau. |
| Bandera de la separació de Queensland | 1859         | Bandera de la separació de Queensland                                   | Pavelló blanc britànic amb el camp blau cel. La bandera onejà el 10 de desembre de 1859 en representació de Queensland com una colònia independent de Nova Gal·les del Sud. |